# Singhius hibisci
Singhius hibisci es un hemíptero de la familia Aleyrodidae, con una subfamilia: Aleyrodinae.
Fue descrita científicamente por primera vez por Kotinsky en 1907.